# 志々伎村
志々伎村（しじきむら）は、長崎県北部の平戸島にあった村。北松浦郡に属した。昭和の大合併で島内の各町村と合併を行い市制施行、平戸市となった。

## 地理
平戸島の南端を村域とする。
- 山：屏風岳、佐志岳、浜岳、志々伎山、礫岩
- 半島：野子半島
- 島嶼：高島、上阿値賀島、下阿値賀島、頭ケ島、沖ノ島、中ノ島、恵徳島、尾上島
- 湾：志々伎湾

## 沿革
- 1889年（明治22年）4月1日 - 町村制施行により、浦志々伎村が改称し北松浦郡志々伎村が単独村制にて発足。
- 1955年（昭和30年）1月1日 - 平戸町・中野村・獅子村・紐差村・中津良村・津吉村・志々伎村が合併し市制施行。平戸市が発足し、志々伎村は自治体として消滅。

## 地名
免を行政区域とする。志々伎村は1889年の町村制施行時に単独で自治体として発足したため、大字は無し。
- 石堂免
- 浦志々伎免
- 大志々伎免
- 小田免
- 野子免
- 早福免（はいふく）

## 名所・旧跡
- 志々伎神社
- 礫岩